# Костадин Шахов
Костадин Шахов е български лекар и бивш кмет на Враца.

## Биография
Костадин Шахов е роден на 8 юни 1965 г. във Враца. Женен, има двама сина – Калоян и Павел.
Учи медицина в ВМИ-Плевен. През 2001 г. завършва специалност „Вътрешни болести" в Медицинска академия в София. През 2004 г. става магистър по „Публична администрация" в УНСС.
От 1991 до 1994 г. е участъков лекар в здравната служба в село Ракево, Врачанско. След това до 2007 г. е ординатор, завеждащ филиал ЦСМП-Враца. После става лекар ординатор в областния диспансер ОДФСЗ ЕООД във Враца. В периода 2008 – 2009 г. е общински съветник и председател на комисията по здравеопазване, закрила на детето и социална политика в Община Враца.
На частичните местни избори на 15 ноември 2009 г. д-р Костадин Шахов спечели 59,38% от вота на избирателите на Врачанска община или 10 325 гласа. 